# Стабілізація нафти
Стабілізація нафти (рос. стабилизация нефти; англ. oil stabilization; нім. Ölstabilisierung f) — вилучення широкої фракції найбільш летких вуглеводнів (депропанізація, дебутанізація) зазвичай від СН4 до C4Н10 (пропан, бутан) на промислі для їх використання як палива чи нафтохімічної сировини і одержання стабільної нафти, практично не здатної випаровуватися в атмосферу.

## Основні процеси
Стабілізація нафти здійснюється методом гарячої сепарації або методом ректифікації. При гарячій сепарації нафту спочатку нагрівають до температури 40–80 °С, а потім подають в сепаратор. Легкі вуглеводні, що виділяються при цьому, відсмоктуються компресором і направляються в холодильну установку. Тут важкі вуглеводні конденсуються, а легкі збираються і закачуються в газопровід.
При ректифікації нафту піддають нагріву в спеціальній стабілізаційній колоні під тиском і при підвищених температурах (до 240 °С). Відокремлені в стабілізаційній колоні легкі фракції конденсують і перекачують на газофракційні установки або на газопереробні заводи (ГПЗ) для подальшої переробки. На нафтостабілізаційних установках зазвичай отримують два продукти: нестабільний бензин і несконденсований газ. Несконденсований газ використовують як паливо безпосередньо на установках або направляють у газозбірну мережу, після чого разом з нафтопромисловим газом він надходить на газобензинові заводи. В цьому випадку витрати на його отримання визначаються за рівнем цін на нафтопромисловий газ.
До ступеня стабілізації товарної нафти висуваються жорсткі вимоги: тиск пружності її парів при 38 °С не повинен перевищувати 0,066 МПа (500 мм рт. ст.).
Таким чином, стабілізація нафти відокремлює легкі фракції, такі як пропан, бутан і бензин, з метою зменшення втрат нафти під час її транспортування або зберігання. Цей процес є важливим кроком в промисловій підготовці нафти і допомагає забезпечити її ефективне використання.
Процеси зневоднювання, знесолення та стабілізації нафти здійснюються на установках комплексної підготовки нафти (УКПН).